# Armand Beauvais (gouverneur)
 (octobre 2018).
Si vous disposez d'ouvrages ou d'articles de référence ou si vous connaissez des sites web de qualité traitant du thème abordé ici, merci de compléter l'article en donnant les références utiles à sa vérifiabilité et en les liant à la section « Notes et références ».
Pour les articles homonymes, voir Armand Beauvais et Beauvais (homonymie).
Armand Beauvais, né le 6 septembre 1783 dans la paroisse de la Pointe Coupée et mort le 18 novembre 1843, est un gouverneur de Louisiane et président du Sénat de Louisiane.

## Biographie
Armand Beauvais fut un juge de paix. Il fut élu membre de la Chambre des représentants sous l'étiquette du parti Whig. Il devint, par la suite, président du sénat de Louisiane.
Armand Beauvais fut désigné gouverneur de Louisiane le 6 octobre 1829, en remplacement du gouverneur Bourguignon d'Herbigny qui venait de se tuer lors d'un accident de la route. Il démissionna, le 14 janvier 1830 et fut remplacé par Jacques Dupré.
En 1831, il brigua un mandat complet de gouverneur, mais il fut battu par André Bienvenu Roman qui succéda à Jacques Dupré.